# کامپوریالی
کامپوریالی (به سیسیلی: Campuriali) یک کومونه در ایتالیا است که در استان پالرمو واقع شده‌است. کامپوریالی ۳۸٫۶ کیلومتر مربع مساحت و ۳٬۶۵۲ نفر جمعیت دارد.